# Thallumetus latifemur
Thallumetus latifemur är en spindelart som först beskrevs av Soares och Camargo 1948.  Thallumetus latifemur ingår i släktet Thallumetus och familjen kardarspindlar. Inga underarter finns listade i Catalogue of Life.